# Ливингстон (Монтана)
Ли́вингстон (англ. Livingston) — город в штате Монтана (США), административный центр округа Парк.

## История
Город был заложен во время строительства Северо-Тихоокеанской железной дороги в 1882 году. Изначально в 70-х годах XIX века, в пяти километрах вниз по течению реки Йелоустон от нынешнего Ливингстона, находилось торговое поселения Бенсонс-Лендинг. В июле 1882 года в поселение прибыли подрядчики строительства Северо-Тихоокеанской железной дороги (СТЖД), Бенсонс-Лендинг переименовали в Кларк-Сити в честь подрядчика Хемана Кларка. Официально СТЖД достигла Кларк-Сити 22 ноября того же года. Поселение переезжает на место нынешнего города и получает название Ливингстон в честь акционера и директор СТЖД Джонстона Ливингстона. Однако сейчас некоторые источники приводят альтернативные версии в честь кого было названо поселение. И уже 15 января 1883 года в нынешний Ливингстон прибывает первый поезд.
В конце ноября 1882 года поселение насчитывало 130 домов и палаток, причём 10-12 из них были уже вполне комфортабельными жилищами. В посёлке работали 6 гостиниц и ресторанов, 4 магазина, 5 конюшен, 30 салунов, лесопилка, жило там около 600 человек; месяц спустя в городе открылось почтовое отделение. Также Ливингстон служил штаб-квартирой Центрального подразделения СТЖД, в том числе здесь проходили дополнительный технический осмотр паровозы компании перед преодолением перевала Бозмена — высшей (1743 метра над уровнем моря) точки на всём пути следования. С 1948 года Ливингстон начал терять свою былую привлекательность с точки зрения железнодорожного сообщения в связи с растущей популярностью автомобилей и строительством шоссе.

## География
Ливингстон находится в южной части штата на берегу реки Йеллоустон. Чуть южнее города проходит самая длинная автомагистраль США I-90. Площадь города составляет 15,62 км², открытых водных пространств почти нет. Город обслуживает аэропорт Mission Field, расположенный в девяти километрах к северо-востоку.

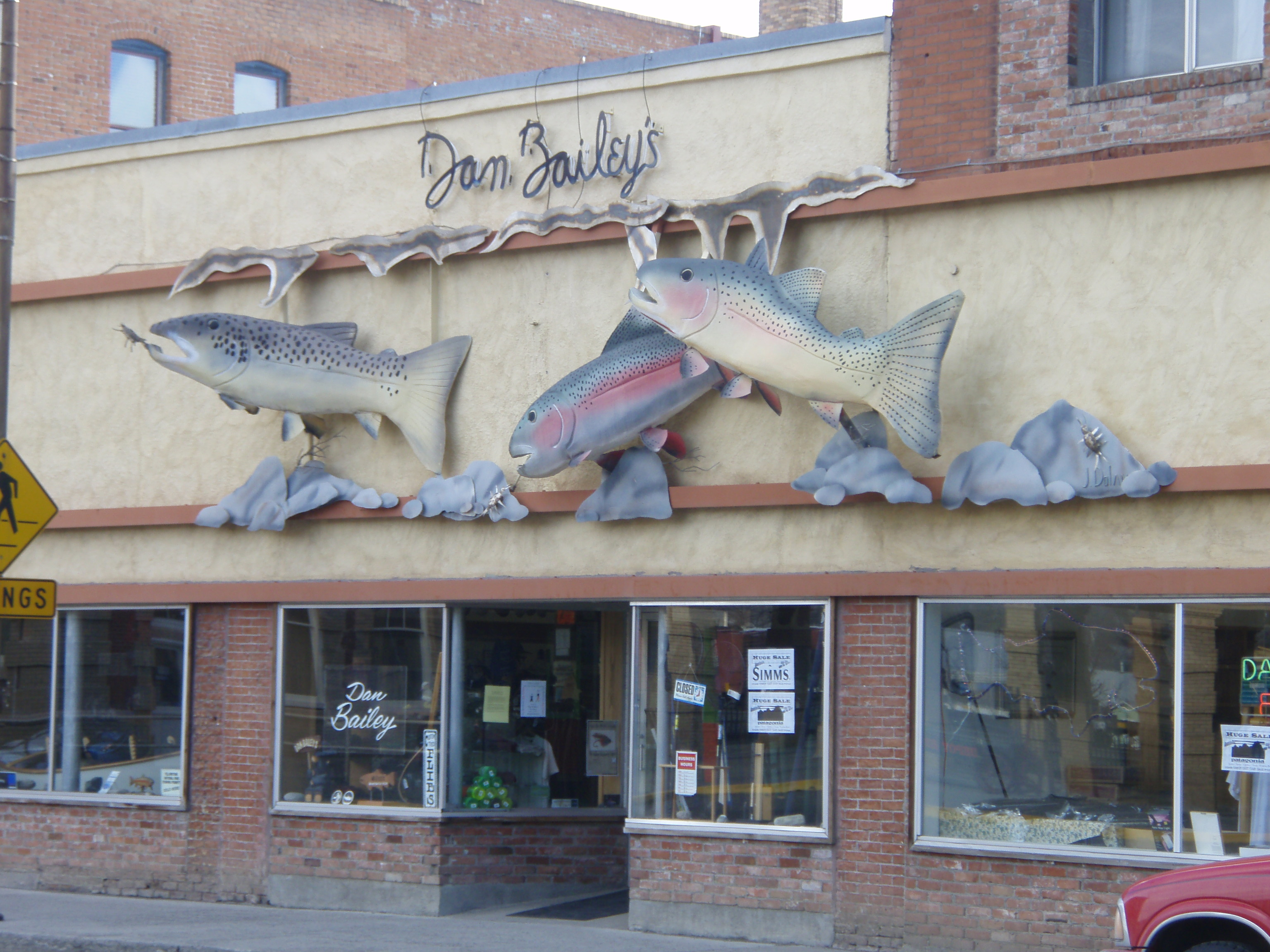
Магазин по продаже принадлежностей для ловли нахлыстом — работает с 1938 года.

## Климат
Максимальная температура воздуха в городе была зафиксирована в августе 1961 года и составила +41°С, минимальная — в декабре 1983 года и составила −41°С. Также Ливингстон известен своими тёплыми зимами, по сравнению с другими городами штата, но при этом также является одним из самых ветреных мест Монтаны.

## Экономика
Город до середины 80-х годов в основном был ориентирован на железную дорогу. В настоящее время, основным источником дохода является туризм и фермерство.

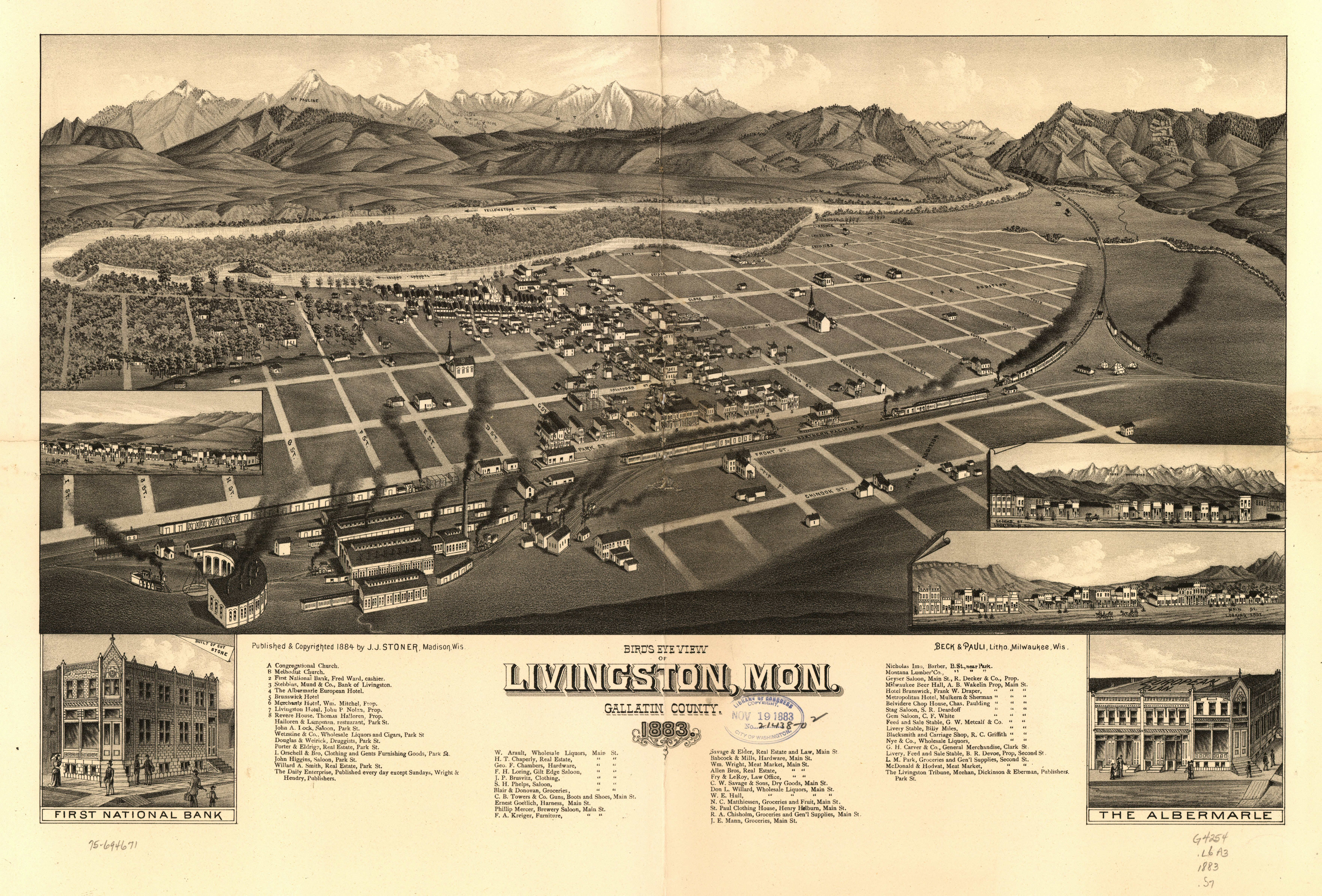
План города, ок. 1883 г.

В городе находится штаб-квартира Федерации ловли нахлыстом и часовой завод Montana Watch Company.
Топ 10 работодателей Ливингстона по состоянию на 2 квартал 2012 года.
| #  | Employer                                  | # of Employees |
| -- | ----------------------------------------- | -------------- |
| 1  | Livingston HealthCare                     | 250-499        |
| 2  | Chico Hot Springs Resort and Day Spa      | 100-249        |
| 3  | PrintingForLess.com                       | 100-249        |
| 4  | Albertsons                                | 50-99          |
| 5  | Best Western Mammoth Hot Springs          | 50-99          |
| 6  | Church Universal and Triumphant           | 50-99          |
| 7  | Livingston Health & Rehabilitation Center | 50-99          |
| 8  | Montana’s Rib & Chop House                | 50-99          |
| 9  | R-Y Timber                                | 50-99          |
| 10 | Town & Country Foods                      | 50-99          |

## СМИ
В городе выходят три регулярных печатных издания: The Livingston Enterprise (ежедневная газета), Livingston Current (еженедельник) и The Montana Pioneer (ежемесячный журнал).
Город-побратим — Наганохара  Япония.

## Достопримечательности

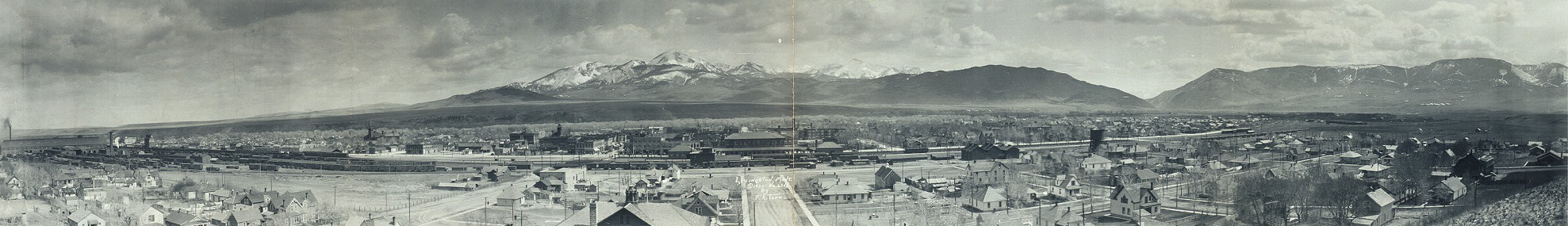
Октябрь 1922 г.

- Депо Ливингстона[англ.] — историческая станция СТЖД, построена в 1902 году; музей с мая по сентябрь.
- Музеи
  - «Ворота в Йеллоустон»[11]
  - Музей Международной федерации ловли нахлыстом[12]
- Магазин по продаже принадлежностей для ловли нахлыстом. Открыт известным рыбаком Дэном Бейли[англ.] в 1938 году[13].
- Город часто посещала и почти постоянно жила в нём с 1882 по 1902 год известная авантюристка Бедовая Джейн[14].
- В городе снимались важные эпизоды фильмов «Ранчо Делюкс»[англ.] (1975)[15], «Там, где течёт река» (1992)[16], «Заклинатель лошадей» (1998)[17] и др.

## Демография
Расовый состав (2010)
- белые — 96,2 % (96,4 % в 2000)
- афроамериканцы — 0,1 % (0,3 %)
- коренные американцы — 0,8 % (1,0 %)
- азиаты — 0,3 % (0,5 %)
- прочие расы — 0,6 % (0,6 %)
- смешанные расы — 2,0 % (1,2 %)
- латиноамериканцы (любой расы) — 2,5 % (2,2 %)